# Krivaja (rivière de Voïvodine)
Pour les articles homonymes, voir Krivaja.
Ne doit pas être confondu avec Krivaja (rivière de Bosnie-Herzégovine).
La Krivaja (en serbe cyrillique : Криваја) est une rivière de Serbie, qui coule entièrement à l'intérieur des frontières de la province autonome de Voïvodine. Sa longueur est de 109 km.
La Krivaja appartient au bassin versant de la mer Noire ; son propre bassin couvre une superficie de 956 km2. La rivière n'est pas navigable. 

## Cours supérieur

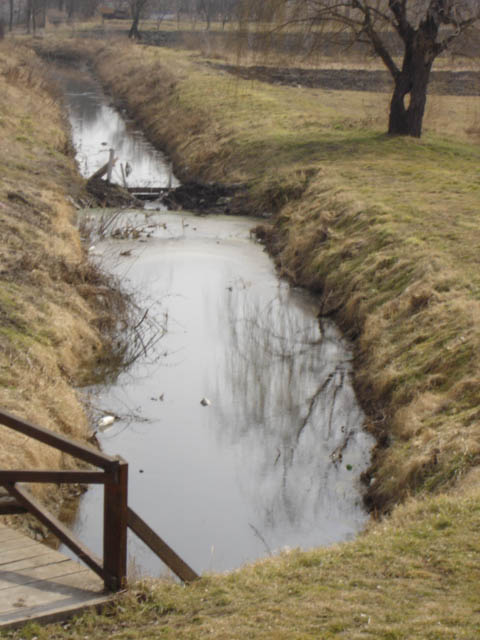
La Krijava près de Pačir

La Krivaja prend sa source dans la Subotička peščara, à partir de plusieurs ruisseaux qui se rencontrent au sud-ouest de Žednik. Le plus long d'entre eux naît au nord-est de Bajmok, l'une des villes les plus peuplées de Voïvodine ; elle passe ensuite près de Đurđin, avant de rencontrer la Krijava proprement dite. 
La rivière se dirige vers Mali Beograd et Zobnatica, un centre touristique qui abrite également une célèbre ferme expérimentale. Puis elle atteint la ville de Bačka Topola. 
À Zobnatica, un barrage sur la Krivaja crée un lac artificiel de 5,5 km de long, le lac Zobnatica. Ce secteur de 2,55 km2 est un lieu privilégié pour le tourisme.

## Cours inférieur
La rivière oblique vers l'ouest après Bačka Topola puis forme un coude vers le sud-ouest près de Bajša et près des trois localités qui constituent la municipalité de Mali Iđoš : la petite ville de Mali Iđoš proprement dite, Lovćenac et Feketić. À Srbobran, la Krivaja oblique vers l'est, creusant une vallée de 15 km de long, dans laquelle elle forme des méandres sur 33 km avant de se jeter dans le Veliki Kanal (en cyrillique : Велики канал, le Grand canal), qui fait partie du canal Danube-Tisa-Danube. C'est de ces méandres que la Krijava tire son nom (en serbe, il signifie « la rivière qui serpente »). La ville de Turija se situe au confluent de la Krivaja et du canal. 